# Danis melimnos
Danis melimnos är en fjärilsart som beskrevs av Druce och Baker 1893. Danis melimnos ingår i släktet Danis och familjen juvelvingar. Inga underarter finns listade i Catalogue of Life.